# Oberstdorfer Bergbahn AG
Die Oberstdorfer Bergbahn AG wurde 1950 als Oberstdorfer Sesselbahn AG gegründet, hatte ursprünglich die Aufgabe die Söllereckbahn, eine 2er Sesselbahn in Oberstdorf zu betreiben. Allmählich kamen weitere Betriebszweige hinzu (Badeanstalt Freibergsee, Moorbad, Kurmittelhaus, Kurhäuser), so dass man 1959 der Gesellschaft den Namen Kur- und Verkehrsbetriebe AG Oberstdorf gab.
Nach dem Verkauf etlicher Liegenschaften, zuletzt des Kurmittelhauses im Jahr 2005, betreibt die Oberstdorfer Bergbahn AG heute die neue Söllereckbahn (1997 als 6er Einseil-Umlauf-Kabinenbahn gebaut) mit 4 Skiliften, den Söllereckrodel, eine Sommer- bzw. Allwetterrodelbahn vom Typ Alpine Coaster, sowie die Tennishalle in Oberstdorf, den Kletterwald Söllereck, sowie das Berghaus Schönblick an der Bergstation der Söllereckbahn.
Die Oberstdorfer Bergbahn AG steht mehrheitlich im Eigentum des Marktes Oberstdorf.